# Pheidon (Athen)
Pheidon war einer der Dreißig Tyrannen, die in Athen nach dem Ende des Peloponnesischen Krieges mit Sparta (431–404 v. Chr.) vom August 404 v. Chr. bis zum März 403 v. Chr. eine oligarchische Schreckensherrschaft  errichteten und mehrere Monate – zuletzt auch mit Hilfe einer spartanischen Besatzungstruppe – aufrechterhielten. Seine genauen Lebensdaten sind nicht bekannt.
Pheidon scheint in seinem politischen Wirken (wie sein Kollege Eratosthenes) dem gemäßigten Flügel der Oligarchen zugerechnet worden zu sein, denn er wird als ein Gegner des Scharfmachers Kritias bezeichnet und man traute ihm nach dem Sturz der „Dreißig Tyrannen“ zu, versöhnend zu wirken. Er wurde deshalb wie Eratosthenes 403 v. Chr. zu einem Mitglied des ersten Kollegiums der Zehnmänner (die sogen. „Dekaduchen“) gewählt, die als Regierung eingesetzt wurden. Auch diese Regierung basierte noch auf oligarchischen Prinzipien. Sie war aber damit beauftragt, die Aussöhnung mit den Bewohnern der Hafenstadt Piräus herbeizuführen. Pheidon enttäuschte allerdings diese Hoffnungen, da er bereits nach kurzer Zeit nach Sparta reiste, um dort militärische und finanzielle Unterstützung für die Fortführung des militärischen Kampfes gegen die demokratischen Widerständler zu erbitten.
Wie in der Schrift Athenaion politeia berichtet, wurde die Zehnmänner-Regierung unter Pheidon nach einiger Zeit abgewählt und durch ein zweites Dekaduchen-Kollegium unter Rhinon von Paiania ersetzt, der sich ernsthafter als Pheidon um eine Aussöhnung mit der demokratischen Opposition bemühte. Die beiden Regierungen der Zehnmänner dauerten nur kurze Zeit. Sie erhielten keine ausreichende Unterstützung durch Sparta und wurden letztlich durch die militärischen Ereignisse überrollt. Dem spartanischen König Pausanias gelang es, im Zusammenspiel mit Rhinon und der demokratischen Piräus-Partei eine Aussöhnung der Athener zustande zu bringen.
Über Pheidons weiteres Schicksal ist nichts bekannt. Möglicherweise lebte er (wie zunächst auch sein Kollege Eratosthenes) im Vertrauen auf die ausgehandelte Amnestie als einfacher Privatmann weiter in Athen und ist dort verstorben.